# A Legyek Ura (regény)
A Legyek Ura (angolul: Lord of the Flies) William Golding Nobel-díjas angol író, költő 1954-ben kiadott regénye, amely magyarul Déry Tibor fordításában 1963-ban jelent meg először. Az új fordítás (2015) Gy. Horváth László munkája. A könyv egy lakatlan szigeten ragadt brit fiúcsapatról szól, a csoportszervezés érdekében tett katasztrofális kísérleteikről, s általában az emberi csoportok pszichológiai önszerveződésének kérdéseit feszegeti. Témáiban fellelhető a csapatszellem és a függetlenség, a racionális és érzelmi reakciók illetve a morális és erkölcstelenség közötti feszültség. 
Rengeteg kiadó elutasította, mielőtt a londoni Faber and Faber elvállalta a regény kiadását; annak ellenére, hogy olvasókritikusa, Miss Perkins elutasítóan értékelte a történetet, mondván: „Egy abszurd és untató fantázia történet egy csapat gyerekről, akik egy atombomba-támadás következtében egy dzsungelben landoltak Új-Guinea környékén. Ócska és unalmas. Lényegtelen.”  
A fiúk egy része egy kórus tagjai és vezetőjük is van, Jack. Sam, Eric és a kórustagok kivételével, nem ismerik egymást. A könyv lefesti, ahogyan a művelt gyerekek, hogyan válnak barbárokká. A modern civilizációtól távol archaikus előképeket megelevenítő, primitív magaviseletet vesznek fel.

## Történet
|  | Alább a cselekmény részletei következnek! |

A regény cselekménye egy lakatlan szigeten játszódik, ahova egy csapat angol kisfiú kerül egy repülőgép-katasztrófa túlélőiként. A gyerekek magukra vannak utalva, a szigeten nincsenek felnőttek, így fokozatosan eltűnnek az otthon megszokott szabályok és korlátok az életükből.
A történet főszereplői Ralph, Röfi, Jack, Simon, Roger és egy ikerpár, Sam és Eric (együtt rendszeresen Samsericnek szólítják őket). A fiúk először is vezetőt választanak maguk közül. Ennél a választásnál Jack, a kórus vezetője, alulmarad Ralphfal szemben. Ralph ezután igyekszik megszervezni a sziget életét, ebben Röfi van a legnagyobb segítségére, egy szemüveges, asztmás, kicsit túlsúlyos kisfiú, akit a többiek sohasem fogadnak be igazán maguk közé.
Kezdetben a fiúk megpróbálnak együttműködni, közösen hozni döntéseket és azokat közösen végrehajtani. Ezek közül a legfontosabb, hogy megtesznek mindent azért, hogy felhívják magukra a külvilág figyelmét. Ehhez pedig a leglényegesebb, hogy tüzet kell rakniuk, amelynek füstje messzire ellátszik, és ezt a tüzet állandóan ébren kell tartani.
Az első konfliktus akkor alakul ki Jack és Ralph között, amikor a tűz Jack hibájából elalszik (Jack inkább vadászni megy, ahelyett, hogy a tüzet őrizné), és egy hajó pont akkor halad el a sziget mellett, amikor a tűz nem ég, így nem fedezik fel őket. Ralph akkor szigorúan lehordja Jacket, de a fiúk többsége nem törődik különösebben a tűzzel, örömmel eszik az elejtett disznót.
A konfliktus Ralph és Jack között folyamatosan éleződik. Ralph megpróbálja a közösséget egyben tartani és védeni. A szakításra akkor kerül sor, amikor egy „szörny” jelenik meg a szigeten, rettegésben tartva mindenkit – a gyerekek valójában egy szörnyethalt ejtőernyős szél mozgatta holttestét hiszik szörnynek. Jack maga hív össze egy gyűlést, hogy ő legyen a vezér, azonban senki sem áll ki mellette, és ő sírva és megszégyenítve hagyja el a közösséget. Nem sokkal később azonban a nagyobb fiúk többsége követi őt, és ezzel megalakítanak egy külön törzset, ahol már Jack a vezér. Ők azután vademberek módjára kifestik magukat, és csak a vadászattal törődnek, nem érdekli őket a megmenekülésük. Később kiderül, hogy Jack nagyon szigorú vezető, van, akit megkötöztetett, és meg is veretett. Ekkor születik meg a Legyek Ura is: Jack új törzsének első vadászata során a leölt disznó fejét mindkét végén kihegyezett karóra szúrják, feláldozva azt a szörny kiengesztelésére. Ez a karóra tűzött disznófej azután mágnesként vonzza a legyeket.
Ralph, Röfi, Simon és Samseric a nagyobbak közül, valamint az összes kisgyerek magukra maradnak, és egyedül kell a tüzet őrizniük, amit a szörny megjelenése óta sokkal nehezebb életben tartani.
Simon közben rájön a szörny titkára, azonban amikor egy hatalmas vihar közben visszatér a többiekhez, hogy megossza velük a szörny titkát, akkor a vihar miatt pánikba és transzba esett gyerekek agyonverik, mert ijedtükben fel sem ismerik. Utólag Jack azzal ideologizálja meg a történeteket, hogy Simon volt a szörny, csak a szörny különböző alakokban képes megjelenni. Ralph és Röfi viszont egyszerűen nem mer szembenézni azzal, hogy mit tettek.
A következő konfliktusforrás, hogy Jack törzsének is szüksége van tűzre a vadászat során elejtett disznók megsütéséhez, tüzet viszont csak Röfi szemüvegének lencséjével tudnak gyújtani. Ezért Jack úgy dönt, hogy elrabolja Röfi szemüvegét. Amikor Ralph, Röfi és Samseric megpróbálja visszaszerezni a szemüveget, a találkozás Jack és Ralph közötti párbajjá alakul, de egyik sem tud felülkerekedni a másikon. Ekkor a sziklatetőn őrt álló Roger elveszti az ítélőképességét, és egy előre odakészített fa emelő segítségével ledönti az egyik hatalmas szikladarabot Ralphék felé, a szikla pedig eltalálja, és megöli Röfit. Ezután Samsericet erővel kényszerítik a törzshöz való csatlakozásra, és nekitámadnak Ralphnak, aki csak szerencsével tud elmenekülni az eldobott dárdák elől. Egyedül tölti az éjszakát a dzsungelben, majd visszalopózva Samserictől megtudja, hogy hajtóvadászatot akarnak indítani ellene. Ralph megijed, és többszöri kérdésére, hogy „mit csinálhatnak velem?”, azt a választ kapja, hogy Roger előkészített egy mindkét végén kihegyezett karót. Ralph ebből szép lassan arra következtet, hogy meg akarják ölni, és a fejét karóra tűzni, így engesztelve ki a szörnyet. Kénytelen menekülni, de csakhamar ráeszmél, hogy nincs hova futnia, ha el is rejtőzködik, felkutatják, ha átverekszi magát támadói falán akkor sem menekülhet el a szigetről. Az üldözés közben Jack törzse felgyújtja a szigetet, hogy kifüstölje Ralphot a rejtekhelyéről, a menekülés így egyre nehezebb.
Az utolsó pillanatban azonban, éppen amikor a helyzete teljesen reménytelenné válik és Ralphot már elfognák, megmenekülnek. Egy angol tengerésztiszt jelenik meg, háttérben egy nagy csatahajóval, amely azért érkezett a szigethez, mert az erdő felgyújtása felhívta rájuk a figyelmet.
|  | Itt a vége a cselekmény részletezésének! |

## Főszereplők

### Ralph
Amikor a gyerekek a szigetre kerülnek, Ralph gyorsan a csoport vezérévé válik, nem valamiféle nyílt erőszak folytán, választás útján. Ralph a „született vezér közvetlenségével” van megáldva. Első nagy döntése szerint „azt kell eldönteni, hogy sziget-e vagy nem”, ahol vannak. Miután Ralph, Jack és Simon megállapítja, hogy tényleg egy lakatlan szigetre kerültek, Ralph azt javasolja, hogy tüzet kellene gyújtaniuk, „mert megeshetik, hogy jön erre egy hajó, s nem vesz észre bennünket”. Habár a könyv vége felé elfelejtkezik a tűz alapvető céljáról. Ez mutatja, hogy a korrupció még a legtisztább embereket is megfertőzheti. Ralph úgy tűnik, jó szándékú, de sokszor a népszerűség megszállottsága Röfi csúfolására viszi, hogy visszanyerje hatalmát. Figyelemre méltó, hogy még a fejetlenség kellős közepén is képes udvarias lenni és logikusan gondolkodni, például mikor a gyerekeknek meg kell vizsgálniuk a vársziklát, Ralph vállalja a vezetést annak ellenére, hogy fél a „szörnytől”. Ralph-ot néha olyan irodalmi eszköznek tartják, ami segíti az olvasónak felismerni a regényben megjelenő belső gonoszt. „[Ralph] hangosan siratta ártatlanságának elvesztését, az emberi szív sötétségét.”
Jack
Ralph testesíti meg a jó szándékot, de végül is nem sikerül végrehajtania terveit. Azzal, hogy Ralph elítéli az erőszakot, ellensúlyt képez Jack erőszakhoz való vonzódásával szemben. Jack a történet során attól kezdve, hogy kinevezi magát vadásznak, ugyanazzá a fenevaddá válik, mint akit megölt. A regény vége felé Jack elhagyja a törzset, és egy sajátot alapít. Az ellenállhatatlan, sötét természete és a hús reménye rögtön csatlakozásra bírja a sziget lakóinak nagy részét a sokkal erőszakosabb csoporthoz. Jack lázadása történések egész láncolatát váltja ki, amely során a szigeten eluralkodik a káosz: kezdetben a megvadult törzs tagjai megölik Simont egy törzsi tánc során, aztán Roger meggyilkolja Röfit, végül megpróbálják Ralphot is levadászni.

## Magyar kiadásai
1. A Legyek Ura, Európa Könyvkiadó, Budapest, 1963, ford. Déry Tibor
2. A Legyek Ura, A Világirodalom Remekei, Európa Könyvkiadó, Budapest, 1970, ford. Déry Tibor
3. A Legyek Ura, Olcsó Könyvtár, Szépirodalmi Könyvkiadó, Budapest, 1973, ford. Déry Tibor
4. A Legyek Ura, Európa Zsebkönyvek, Európa Könyvkiadó, Budapest, 1976, ford. Déry Tibor, utószó Göncz Árpád
5. A Legyek Ura, Európa Zsebkönyvek, Európa Könyvkiadó, Budapest, 1987, ford. Déry Tibor
6. A Legyek Ura, Európa Zsebkönyvek, Európa Könyvkiadó, Budapest, 1991, ford. Déry Tibor
7. A Legyek Ura, Matúra olvasónapló, Ikon Kiadó, Budapest, 1994, ford. Déry Tibor
8. A legyek ura; ford. Déry Tibor, sajtó alá rend., jegyz., munkafüzet, szerk. Arató László; Ikon, Bp., 1994 (Matúra Olvasónapló)
9. A legyek ura; ford. Déry Tibor, jegyz. M. Nagy Miklós; Európa, Bp., 1998 (Európa diákkönyvtár)
10. A Legyek Ura, Európa Könyvkiadó, Budapest, 2005, ford. Déry Tibor
11. A Legyek Ura, Európa Könyvkiadó, Budapest, 2015, ford. Gy. Horváth László

## Feldolgozások

### Film
- A Legyek Ura (1963), rendezte: Peter Brook
- A Legyek Ura (1990), rendezte: Harry Hook

### Színház
- A Legyek Ura (2007/2008) színpadi előadás, rendezte: Németh Ervin

## Fordítás
- Ez a szócikk részben vagy egészben a Lord of the Flies című angol Wikipédia-szócikk fordításán alapul.  Az eredeti cikk szerkesztőit annak laptörténete sorolja fel. Ez a jelzés csupán a megfogalmazás eredetét és a szerzői jogokat jelzi, nem szolgál a cikkben szereplő információk forrásmegjelöléseként.